# Georg Blank (Jurist)
Georg Blank (* 17. Oktober 1887 in Von der Heydt; † 16. September 1966 in Dudweiler) war ein deutscher Jurist, Politiker der Demokratischen Partei Saar (DPS) und zweiter Bürgermeister der Stadt Neunkirchen.

## Leben
Georg Blank studierte Rechtswissenschaft und legte seine Erste Staatsprüfung 1913 in Straßburg ab. Von 1915 bis 1918 diente er als Soldat im Ersten Weltkrieg. 1920 legte er die Große Staatsprüfung ab und
arbeitete vom 1. Februar 1921 bis zum 31. Januar 1922 als Kreissyndikus in Ottweiler. Anschließend arbeitete er bis zum 31. Mai 1926 als Beigeordneter des Neunkircher Bürgermeisters Hermann Ludwig. Als dessen Nachfolger wurde er am 1. Juni 1926 zum zweiten Bürgermeister nach der Stadtwerdung. In seine Amtsperiode fiel unter anderem die Gasometerexplosion von 1933, deren Auswirkungen er lindern musste. Zudem leitete er den Abstimmungskampf an der Saar und war für die Durchführung der Saarabstimmung verantwortlich. Nach dem erfolgten Anschluss an das Deutsche Reich wurde er am 29. August 1935 aus dem Amt gedrängt. Sein Nachfolger wurde Hans Ruppersberg, der bis zu diesem Zeitpunkt Bürgermeister von Homburg war. Blank wurde auf Empfehlung der NSDAP in den Ruhestand versetzt und erhielt bis zum Kriegsende Pensionszahlungen von der Stadt Neunkirchen.
Nach dem Ende des Zweiten Weltkriegs wurde er am 2. April 1945 vom Kreiskommandanten wieder eingesetzt, verabschiedete sich aber bereits am 10. Mai 1945 aus gesundheitlichen Gründen aus dem Amt. Er arbeitete anschließend als Rechtsanwalt und Steuerberater in Saarbrücken. Politisch engagierte er sich in der Demokratischen Partei Saar, für die er im ersten Landtag des Saarlandes saß. Insgesamt blieb er von 1946 bis 1952 Mitglied des Landtages, schied jedoch bereits 1950 aus der DPS aus und schloss sich mit den beiden anderen Landtagsabgeordneten der DPS zur Demokratischen Fraktion zusammen.
Blank verstarb am 16. September 1966 in Dudweiler.